# Dyrektor finansowy
Dyrektor finansowy (ang. chief financial officer, CFO) – osoba odpowiedzialna za zarządzenie środkami finansowymi w organizacji.
Zwykle osoba zatrudniona na tym stanowisku jest również odpowiedzialna za planowanie i ewidencję finansową, a także sprawozdawczość do wyższego szczebla w przedsiębiorstwie. Dyrektorzy finansowi często zasiadają w zarządach spółek.
Często osoby pełniące funkcje CFO posiadają kwalifikacje z zakresu finansów i zarządzania, a także z obszaru rachunkowości zarządczej.
Rola CFO na świecie ulega wyraźnej ewolucji, z osoby nadzorującej kwestie księgowe do strategicznego partnera i doradcy CEO oraz właścicieli spółek. W raporcie opublikowanym przez firmę McKinsey, 88 procent ankietowanych dyrektorów finansowych informuje, że oczekuje się od nich coraz większej aktywności w kształtowaniu strategii organizacji. Do zadań nowoczesnego CFO należy zatem nie tyle bieżące zarządzanie finansami przedsiębiorstw, co dbanie o prawidłowy rozwój organizacji i nadzór nad strategią biznesową przyjętą przez zarząd i właścicieli firm. Stąd też nad zdolności i wiedzę księgową od nowoczesnych dyrektorów finansowych oczekuje się wiedzy i doświadczenia związanego z realizowaniem przyjętej strategii rozwoju organicznego, jak i w obszarze fuzji i przejęć (M&A, od ang. mergers and acquisitions), a także pozyskiwania finansowania rozwoju.
Wśród dyrektorów finansowych zaczynają coraz częściej pojawiać się osoby z kwalifikacjami i doświadczeniem związanym z rynkiem kapitałowym.